# 日本ゲームカード
日本ゲームカード株式会社（にほんゲームカード）は、主にパチンコ店向けのプリペイドカード事業を営む会社である。
「パニーカード」（元々の同社ブランド）、「パッキーカード」（旧日本レジャーカードシステムのブランド）の発行元として知られる。
株式会社ゲームカード・ジョイコホールディングスの完全子会社である。

## 概要
元々は住友商事系のパチンコ店向けプリペイドカード会社として1989年8月に設立。本社を大阪市に置き、住友商事の力が強い西日本・中部地区を地盤としてプリペイドカード事業を展開した。
しかし1990年代後半のプリペイドカードの偽造問題の影響を受け、2001年8月に住友商事がSANKYOに同社を売却。SANKYOは既に1999年12月に三井物産系のプリペイドカード会社であった日本アドバンストカードシステムを傘下に収めていたため、2003年に両社を合併させた。
2007年には、元々三菱商事・NTTデータ系のプリペイドカード会社だった業界最大手の日本レジャーカードシステムを買収。2008年4月には同社を吸収合併し業界最大手となった。

### 経営統合
2010年11月25日に、同業者でサミー・平和・京楽産業・三洋物産などが出資するジョイコシステムズとの経営統合に合意し、2011年4月1日付で共同持株会社・ゲームカード・ジョイコホールディングスを発足させた。

## 沿革
- 1989年8月、日本ゲームカード株式会社 設立[3]。
- 2003年10月、日本アドバンストカードシステム株式会社（1995年設立）を吸収合併[3]、本社を東京都渋谷区に移転。
- 2006年4月、JASDAQへ株式上場[3]（証券コード：6261）
- 2008年4月、日本レジャーカードシステム株式会社（1988年設立）を吸収合併[3]。
- 2011年3月、JASDAQの株式上場廃止。4月 株式会社ゲームカード・ジョイコホールディングス設立に伴い、同社の完全子会社へ[3]。
- 2016年12月、本社を東京都台東区に移転。
- 2021年4月、株式会社ジョイコシステムズを吸収合併[3]。
- 2023年9月、本社を東京都新宿区に移転。